# Erich Kosthorst
Erich Kosthorst (* 1. Dezember 1920 in Bocholt; † 11. Mai 2001 in Münster) war ein deutscher Zeithistoriker.

## Leben
Er studierte Geschichte, Germanistik und Philosophie an den Universitäten Wien, Tübingen und Münster. Er war ein Schüler unter anderem von Hans Rothfels. 1954 wurde Kosthorst in Münster zum Dr. phil. promoviert mit einer Dissertation über die deutsche Opposition gegen Adolf Hitler. Danach arbeitete er bis 1961 als Gymnasiallehrer und anschließend kurzzeitig als Dozent. Ab 1962 lehrte er als ordentlicher Professor für Neueste Geschichte bzw. Zeitgeschichte und Didaktik in Münster, zunächst an der Pädagogischen Hochschule Westfalen-Lippe und später am Institut für Didaktik der Geschichte der Universität Münster.
Im Auftrag des Landkreises Emsland erarbeitete er zusammen mit Bernd Walter eine Dokumentation über Konzentrations- und Strafgefangenenlager im Emsland. Des Weiteren veröffentlichte er unter anderem mit Werner Conze und Elfriede Nebgen eine vierbändige Biografie über Bundesminister Jakob Kaiser.

## Schriften (Auswahl)
- Die deutsche Opposition gegen Hitler zwischen Polen- und Frankreichfeldzug. Bonn 1955, OCLC 469783905.
- Zeitgeschichte und Zeitperspektive. Nationalsozialismus, Widerstand, Einheit der Nation im Geschichtsbewußtsein der Bundesrepublik Deutschland. Paderborn 1981, ISBN 3-506-77456-5.
- mit Bernd Walter: Konzentrations- und Strafgefangenenlager im Emsland 1933–1945. Zum Verhältnis von NS-Regime und Justiz. Darstellung und Dokumentation. Düsseldorf 1985, ISBN 3-7700-0912-8.
- Die Geburt der Tragödie aus dem Geist des Gehorsams. Deutschlands Generäle und Hitler – Erfahrungen und Reflexionen eines Frontoffiziers. Bonn 1998, ISBN 3-416-02755-8.